# Nola kennedyi
Nola kennedyi är en fjärilsart som beskrevs av Fletcher 1858. Nola kennedyi ingår i släktet Nola och familjen trågspinnare. Inga underarter finns listade i Catalogue of Life.